# حمید کاظمی
حمید کاظمی (زاده ۱۹ اسفند ۱۳۶۶) یک بازیکن فوتبال اهل ایران است. وی در فصل ۲۰۱۵–۲۰۱۶ با تیم نساجی مازندران آقای گل مسابقات لیگ آزادگان شده بود.